# 瓦亞昆多阿爾馬區
瓦亞昆多阿爾馬區（西班牙語：Distrito de Huayacundo Arma），是秘魯的一個區，位於該國中南部萬卡韋利卡大區的瓦伊塔拉省，始建於1962年2月9日，面積12.81平方公里，海拔高度3,150米，2005年人口448，人口密度每平方公里35人。